# Hochwald (Zittauer Gebirge)

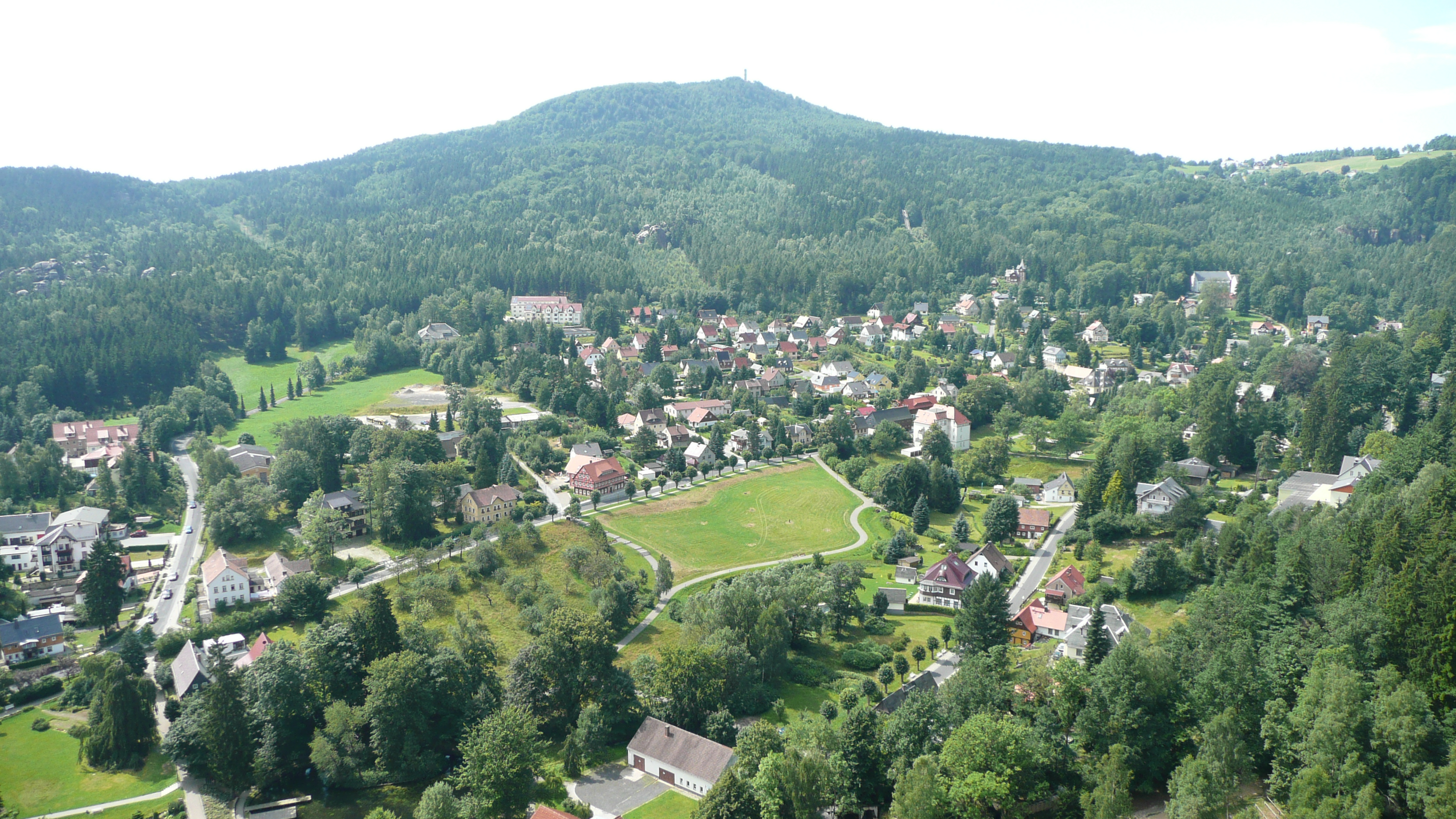
Blick zum Hochwald von Oybin aus

Der Hochwald (tschech. Hvozd) ist mit 749,5 m ü. NHN einer der höchsten Berge im Lausitzer/Zittauer Gebirge, direkt an der deutsch-tschechischen Grenze, etwa zweieinhalb Kilometer südwestlich des Kurortes Oybin und zwei Kilometer östlich von Krompach. Markant ist die breit dahingelagerte sattelförmige Gestalt. Er besitzt zwei Kuppen, den südlichen Hauptgipfel, über den die Staatsgrenze zwischen Deutschland und Tschechien verläuft, und den 743,8 m ü. NHN hohen, 370 Meter entfernt liegenden Nordgipfel. Wegen seiner guten Aussicht trägt der Berg auch den Beinamen Aussichtsturm des Zittauer Gebirges.

## Gipfelbereich

### Südgipfel
1853 wurde auf der böhmischen Seite des Südgipfels die erste „Böhmische“ Baude errichtet, die jedoch 1877 vollständig ausbrannte. Im nächsten Jahr wurde eine neue Bergbaude in Fachwerkbauweise errichtet, sowie ein Jahr später der zehn Meter hohe Carola-Turm (ein hölzerner Aussichtsturm). Wegen der vielen Besucher wurde auf der sächsischen Seite der Südkuppe ein zweites Restaurant mit Fremdenzimmern errichtet, das bis heute als „Sächsische“ Bergbaude (Hochwaldbaude) existiert. Die „Böhmische“ Baude von 1878 wurde nach Ende des Zweiten Weltkrieges bis 1951 abgerissen.
In der Nacht zum 25. Januar 2023 brach ein Baukran, der für die Sanierung der Hochwaldbaude eingesetzt wurde, unterhalb der Fahrerkabine auseinander und stürzte um. Es gab keine Verletzte und Beschädigungen an der Bergbaude. Zur Bergung des Krans Ende März 2023 setzte man zwei schwere Lastkräne ein.

### Nordgipfel
Da der hölzerne Aussichtsturm bald baufällig wurde, entschloss man sich zum Bau eines neuen, 25 Meter hohen steinernen Aussichtsturms, der aber aus Platzgründen auf der Nordkuppe errichtet wurde. Der alte Carola-Turm wurde 1891 abgerissen, der neue Hochwaldturm am 14. September 1892 von Oskar Friedrich, dem Vorsitzenden des für den Bau verantwortlichen Gebirgsvereins Globus, eingeweiht. Kurze Zeit später entstand neben dem Turm ein Kartenverkaufshäuschen, aus dem schließlich ein weiteres Restaurant wurde, die heutige Hochwald-Turmbaude, in der auch Silvesterfeiern stattfinden.

### Aussicht
Von der oberen Terrasse der Hochwaldbaude besteht in östliche, südliche und westliche Richtung ein ungestörter Ausblick. In der Nähe erhebt sich die Phonolithkuppe des Sokol (Falkenberg) sowie des Jezevčí vrch (Limberg). Bei guten Sichtbedingungen ist eine Fernsicht zum Iser- und Riesengebirge, zum Jeschken, über die Berge des Lausitzer Gebirges sowie zur Sächsischen Schweiz, nach Nordböhmen und zum östlichen Erzgebirge möglich.
Vom Hochwaldturm auf dem Nordgipfel reicht der Blick über die Berge des Zittauer Gebirges mit Töpfer, Scharfenstein, Berg Oybin, Ameisenberg und bis zur Lausche.
Vom Hochwald sind von Osten über Süden nach Nordosten unter anderem folgende Berge, Felsen, Schlösser, Burgen, Orte etc. sichtbar: Popova skála, Isergebirge mit Smrk, Grabštejn, Riesengebirge mit Reifträger, Vysoké kolo, Schneekoppe, Ještěd, Burgruine Trosky, Vyskeř in der Region Český ráj, Schloss Lemberk, Ralsko, Bezděz, Říp, Sedlo, Milešovka, Buková hora mit markantem Fernsehturm, Klíč, Děčínský Sněžník Studenec, Sächsische Schweiz, Pěnkavčí vrch, Lausche, Tanečnice, Hrazený, Valtenberg, Keulenberg, Czorneboh, Kottmar, Löbauer Berg, Rotstein, Königshainer Berge, Landeskrone, Zittauer Gebirge mit Oybin, Zittau.

## Wege zum Gipfel
- Auf den Hochwald führt eine Vielzahl markierter Wanderwege. Gute Ausgangspunkte für einen Besuch des Berges sind die Orte Oybin, Hain, Petrovice und Krompach, aber auch der Wanderparkplatz am Kammloch.
- Über den Hochwald führen der historische Kammweg als Europäischer Fernwanderweg E3, der Bergwanderweg Eisenach–Budapest, der Fernwanderweg Zittau–Wernigerode und der Oberlausitzer Bergweg.
- Im Sommer wird der Hochwald täglich durch eine touristische Shuttle-Eisenbahn angefahren.

## Geologie
Der Gipfel des Hochwalds besteht aus einem kieselsäurereichen, sauren Vulkanit, dieses tritt im Lausitzer Vulkanfeld nur selten und ausschließlich im südlichen Teil auf. Das Gestein wird meist als Phonolith bezeichnet, in neueren Arbeiten auch als Trachyt. Radiometrische Datierung (Argon-Argon-Datierung) ergab ein Alter der Intrusion von etwa 30 Millionen Jahren. Die sauren Vulkanite werden gedeutet als Staukuppen oder Quellkuppen, es ist also unklar, ob das Magma hier jemals die Oberfläche erreichte oder vorher im Nebengestein steckenblieb. Später wurden sie durch Hebung und anschließende Erosion freipräpariert, weil sie härter sind als das Nebengestein (Reliefumkehr). Die Umgebung und die unteren Hänge des Hochwalds bestehen aus Sandsteinen der Kreidezeit (Oberkreide, Coniac), die Mächtigkeiten von tausend Metern erreichen. Einschlüsse (Xenolithe) im Vulkanit selbst beweisen, dass der Sandstein vom Lausitzer Granit unterlagert wird, der anstehend erst weiter nördlich anzutreffen ist. Der Sandstein ist zum Teil durch mächtige Blockfelder aus Phonolith verhüllt, die den Hang herabgerutscht sind. Diese Blockströme können noch in einem Kilometer Entfernung vom Anstehenden 15 Meter Mächtigkeit erreichen. Das Plateau bildet zum Rand hin eine dem Sandstein auflagernde Platte von 70 bis 80 Metern Mächtigkeit.

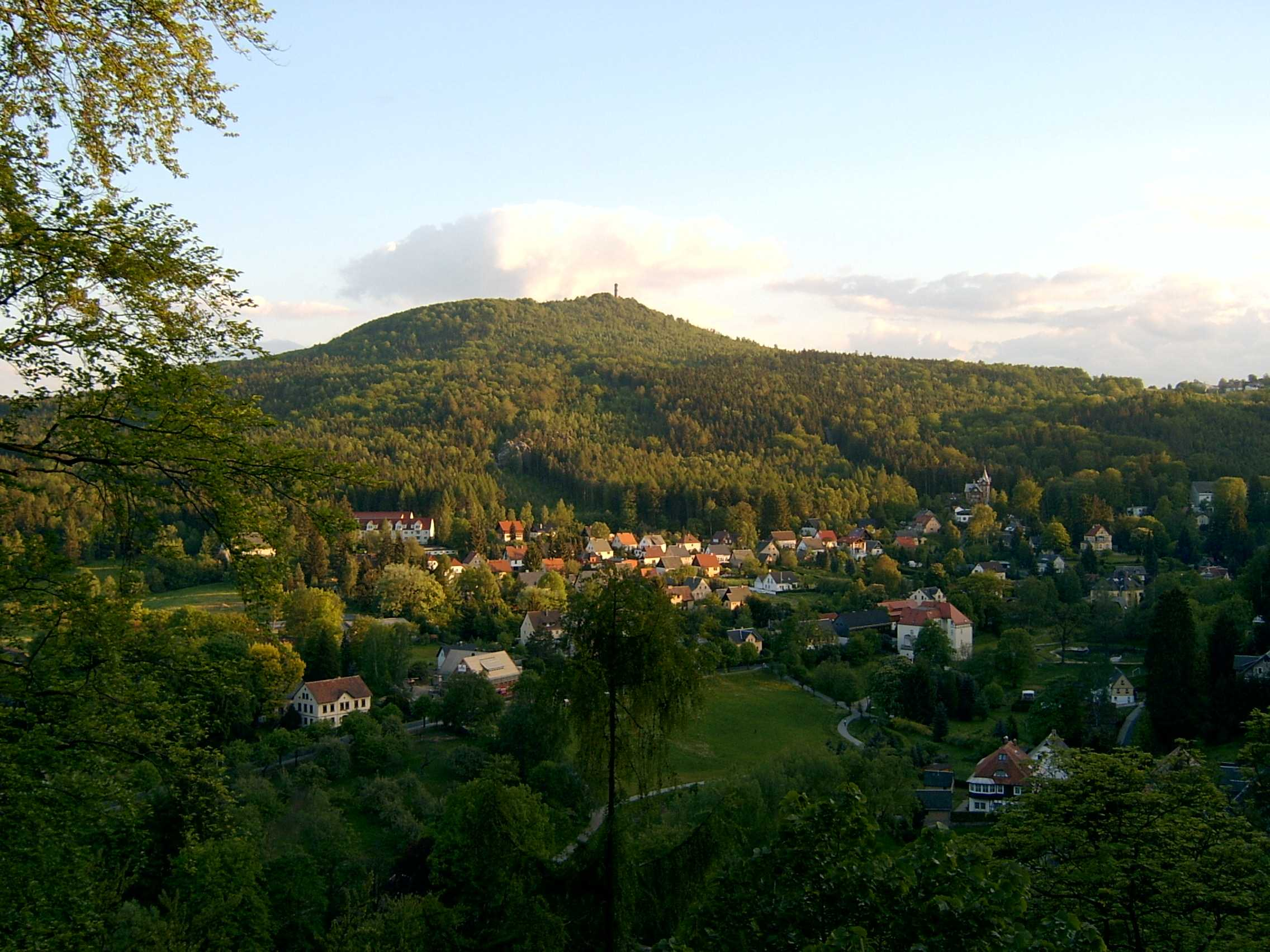
Blick vom Berg Oybin aus zum Hochwald
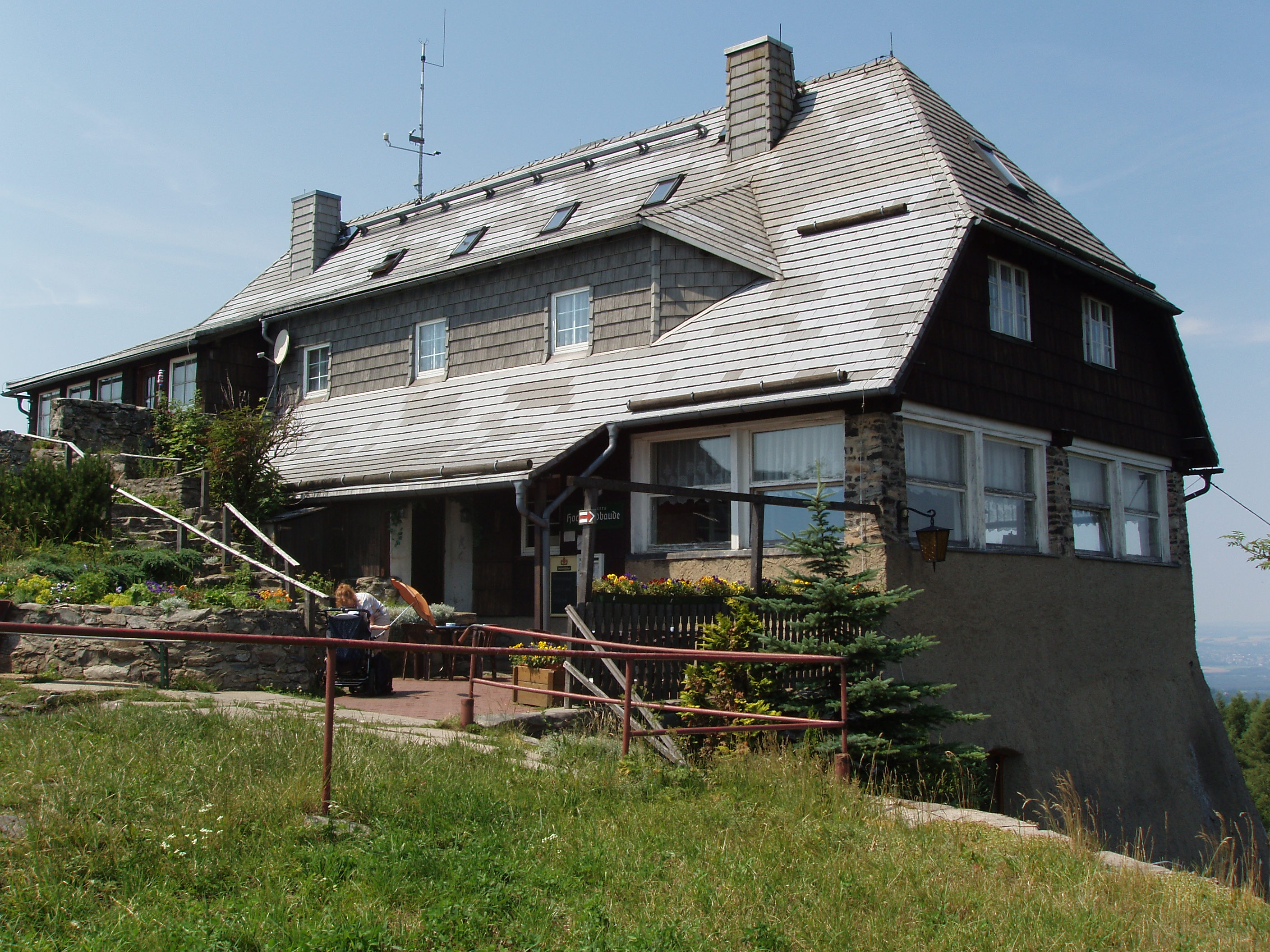
Hochwaldbaude
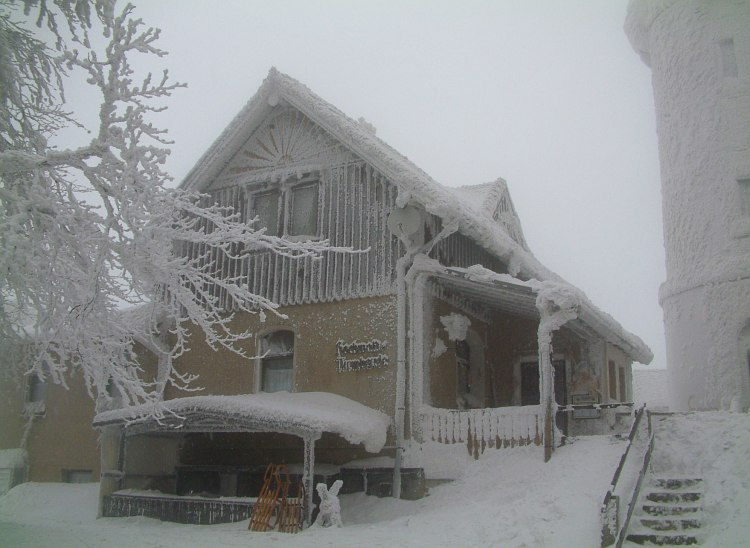
Turmbaude im Winter
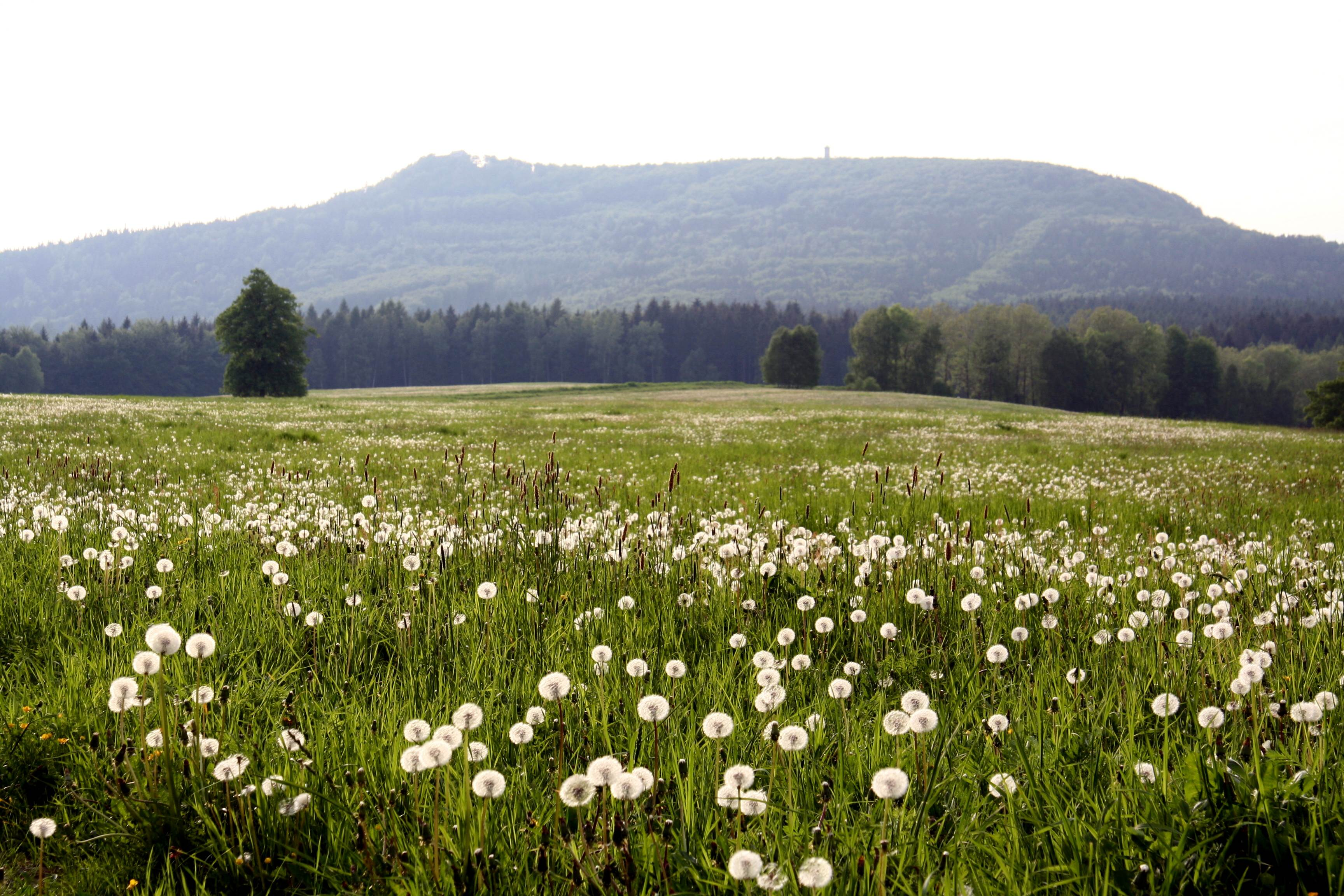
Blick von Petersdorf
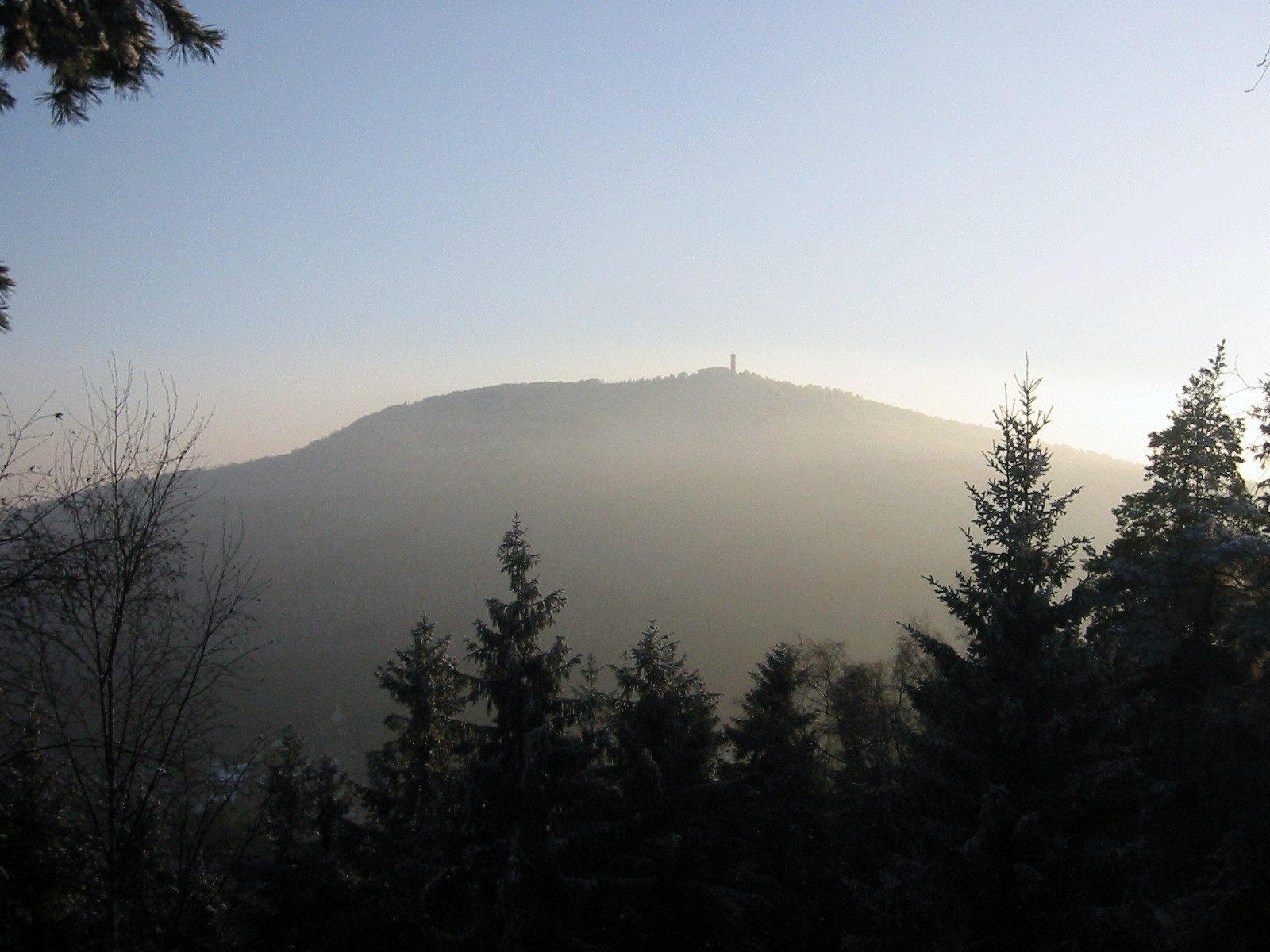
Blick vom Pferdeberg
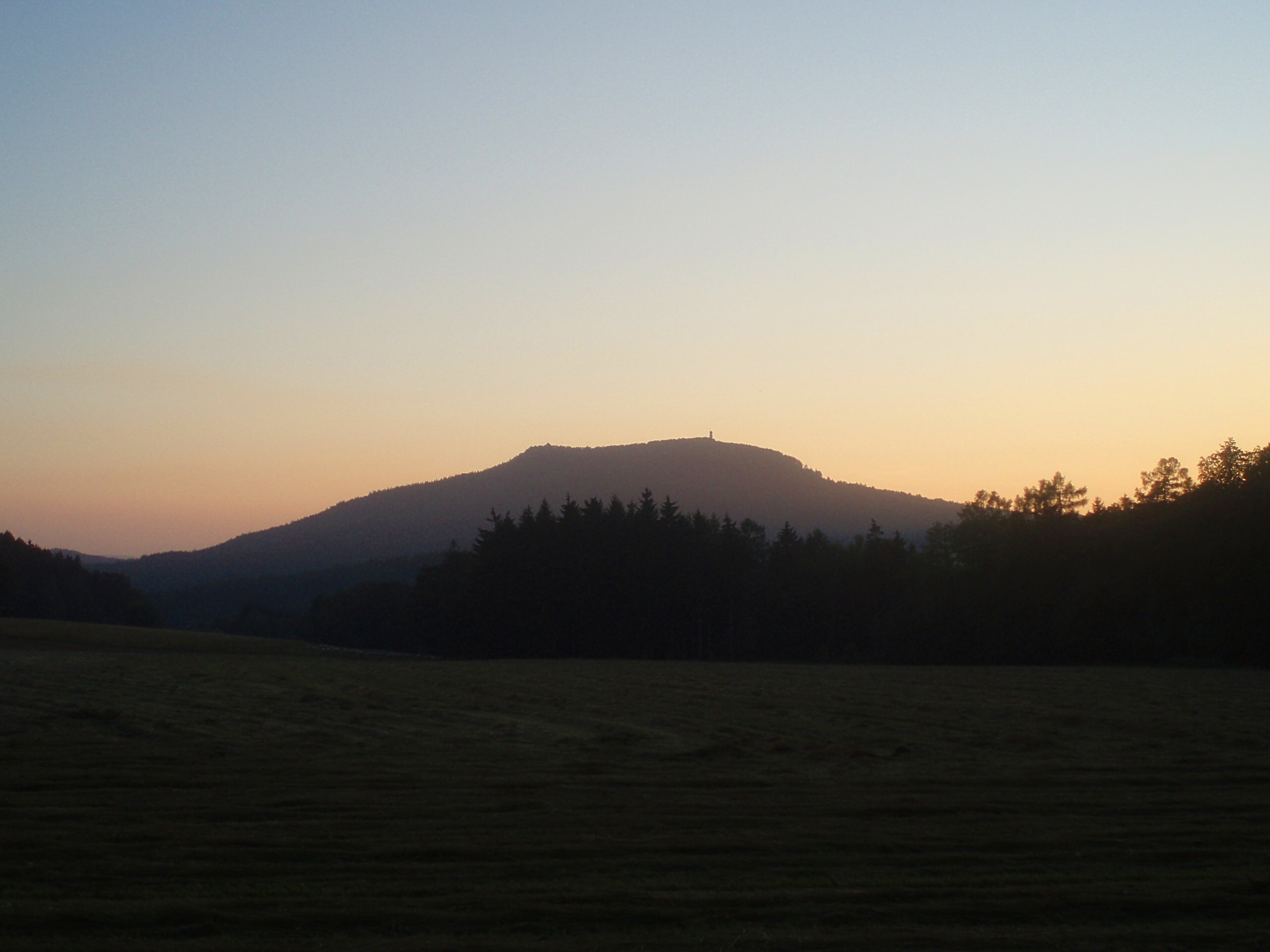
Blick vom Forsthaus Lückendorf
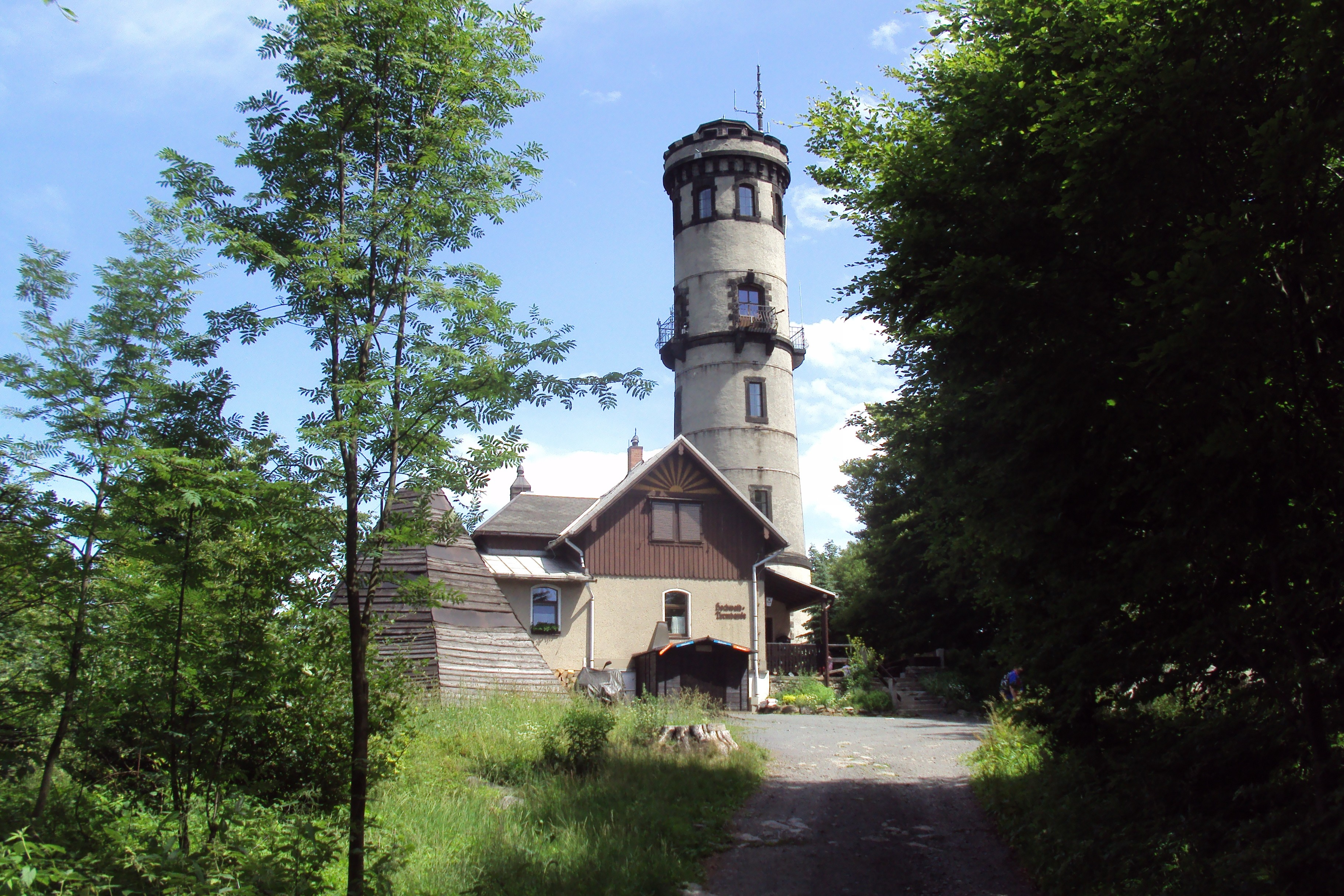
Der Aussichtsturm